# Markt Taschendorf
Markt Taschendorf è un comune tedesco di 1 041 abitanti, situato nel land della Baviera.